# Първа гръцка република
Първата гръцка република (на гръцки: Αʹ Ελληνική Δημοκρατία) е името на освободената гръцка територия под контрола на въстаниците, по време на т.нар. гръцка война за независимост.
През 1821 г. различните въстанали области избират свои управляващи съвети. В началото на 1822 г. на проведеното в Епидавър първо национално събрание се приема първата гръцка конституция. Не се разпускат обаче областните съвети, които продължават да функционират. Чак през 1824/25 централната администрация замества регионалните съвети във властта.
През 1827 г. Третата национална асамблея в Трезен решава да бъде създадена Гръцка държава (на гръцки: Ἑλληνικὴ Πολιτεία), избирайки граф Йоанис Каподистрияс за губернатор на Гърция.

## Държавни ръководители
- Йоанис Каподистрияс (24 януари 1828 – 9 октомври 1831)
- Августинос Каподистрияс (9 октомври 1831 – 9 април 1832)
- Правителствена комисия (9 април 1832 – 2 февруари 1833)